# EXE
EXE는 일반적인 파일 확장자로 컴퓨터 프로그램의 실행 파일을 가리킨다. 오픈VMS, 도스, 마이크로소프트 윈도우, 리엑트오에스, OS/2 운영 체제에서 사용할 수 있다.
실행 프로그램 자체뿐 아니라, 많은 EXE 파일들은 비트맵, 실행 프로그램이 그래픽 사용자 인터페이스를 사용하는, 아이콘과 같은 리소스라고 불리는 다른 구성 요소들을 포함할 수 있다.
도스 실행 파일 포맷은 64 킬로바이트로 크기가 제한되는 COM 실행 파일과 다르다. 도스 실행 파일 헤더는 여러 개의 세그먼트가 DMA에서 로드될 수 있으며 64 킬로바이트 이상의 실행 파일을 지원하는 리로케이션 정보를 포함하고 있다.

## 파일 형식

### 도스
.exe 확장자와 함께 쓰이는 여러 종류의 다양한 파일 형식이 있다.
16-bit DOS MZ 실행 파일 (Executable)원래 도스 실행 파일 포맷. 이것들은 파일 시작 부분의 아스키 코드 "MZ" 문자로 구별된다.
16-bit New 실행 파일 (Executable)멀티태스킹 MS-DOS 4.0에서 도입되어, 16-bit OS/2 와 윈도우에서 사용되었으며, NE는 아스키 코드 "NE" 문자로 구별된다.

### OS/2
32-bit 선형 실행 파일 (Linear Executable)OS/2 2.0에서 도입되었으며, 이것들은 아스키 코드 "LX"로 구별된다. 이것들은 오직 OS/2 2.0와 그 이상 버전에서만 사용 가능하다. 또한 몇몇 DOS extenders에 의해 사용된다.
Mixed 16/32-bit 선형 실행 파일 (Linear Executable)OS/2 2.0에서 도입되었으며, 이것들은 아스키 코드 "LE"로 구별된다. 이 포맷은 VxD 드라이버로 사용되며, 또한 몇몇 DOS extenders에 의해 사용된다. (윈도우 3.x, OS/2, 그리고 윈도우 9x)

### 윈도우
16-bit New Executable16비트 또는 32비트 윈도우 실행 파일은 NE 또는 PE에서 실행되며, MZ 코드는 "DOS stub"이라고 불리며 무시된다. 도스에서 실행되는 경우, 스텁 코드는 "This program cannot be run in DOS mode" 메시지를 표시하고 종료된다. regedit 이나 오래된 WinZIP self extractors 같은 소수의 듀얼 모드 프로그램은 더 기능적인 DOS 섹션을 포함한다.
32-bit Portable Executable윈도우 NT에 도입되었으며, 아스키 코드 "PE"로 구별된다. (비록 시작 부분은 아니지만 이 파일도 "MZ"로 시작한다)
64-bit Portable Executable (PE32+)64비트 버전의 윈도우에서 도입되었으며 확장된 필드를 갖는 PE 파일이다. 대부분의 경우 코드는 32비트 또는 64비트 어느 하나에서 돌아갈 수 있게 써질 수 있다.

## 같이 보기
- 실행 파일
- MZ 실행 파일
- PE 포맷